# Combat de Mellit
Guerre du Darfour
Batailles
- Mellit
- El Fasher
- Troji
- Rokoro

Le combat de Mellit se déroule pendant la guerre du Darfour. 

## Déroulement
Le 25 octobre 2013, les rebelles de l'Armée de libération du Soudan, de la faction d'Abdul Wahid Al-Nour, attaquent une patrouille de l'armée soudanaise à deux kilomètres de Mellit, une ville située à 80 kilomètres au nord d'El Fasher.
Selon Sawarmi Khaled, porte-parole de l'armée, les rebelles s'emparent d'un véhicule avant de battre en retraite avec perte de cinq hommes tués.
De leur côté, les rebelles affirment dans un communiqué avoir tués 15 miliciens pro-gouvernementaux contre une perte de deux hommes dans leurs rangs. Ils affirment également être entrés dans Mellit avant de s'en retirer le 26.